# با تنغ (غزيك)
با تنغ (بالفارسية: پاتنگ) هي مستوطنة تقع في إيران في Gazik Rural District. يقدر عدد سكانها بـ 42 نسمة بحسب إحصاء 2016.